# Едиакарий
| Еон                         | Ера Продължителност    | Период                 | Начало в млн. г. |
| --------------------------- | ---------------------- | ---------------------- | ---------------- |
| Фанерозой                   |                        |                        |                  |
| Неозой 65,5 млн. г.         | Кватернер              | 2,588                  |                  |
| Неозой 65,5 млн. г.         | Неоген                 | 23,03                  |                  |
| Неозой 65,5 млн. г.         | Палеоген               | 65,5                   |                  |
| Мезозой 185,5 млн. г.       | Креда                  | 145,5                  |                  |
| Мезозой 185,5 млн. г.       | Юра                    | 199,6                  |                  |
| Мезозой 185,5 млн. г.       | Триас                  | 251                    |                  |
| Палеозой 291 млн. г.        | Перм                   | 299                    |                  |
| Палеозой 291 млн. г.        | Карбон                 | 359,2                  |                  |
| Палеозой 291 млн. г.        | Девон                  | 416                    |                  |
| Палеозой 291 млн. г.        | Силур                  | 443,7                  |                  |
| Палеозой 291 млн. г.        | Ордовик                | 488,3                  |                  |
| Палеозой 291 млн. г.        | Камбрий                | 542                    |                  |
| Протерозой                  |                        |                        |                  |
| Неопротерозой 458 млн. г.   | Едиакарий              | 630                    |                  |
| Неопротерозой 458 млн. г.   | Криоген                | 850                    |                  |
| Неопротерозой 458 млн. г.   | Тоний                  | 1 000                  |                  |
| Мезопротерозой 600 млн. г.  | Стений                 | 1 200                  |                  |
| Мезопротерозой 600 млн. г.  | Ектасий                | 1 400                  |                  |
| Мезопротерозой 600 млн. г.  | Калимий                | 1 600                  |                  |
| Палеопротерозой 900 млн. г. | Статерий               | 1 800                  |                  |
| Палеопротерозой 900 млн. г. | Орозирий               | 2 050                  |                  |
| Палеопротерозой 900 млн. г. | Рясий                  | 2 300                  |                  |
| Палеопротерозой 900 млн. г. | Сидерий                | 2 500                  |                  |
| Архай                       | Неоархай 300 млн. г.   | Неоархай 300 млн. г.   | 2 800            |
| Архай                       | Мезоархай 400 млн. г.  | Мезоархай 400 млн. г.  | 3 200            |
| Архай                       | Палеоархай 400 млн. г. | Палеоархай 400 млн. г. | 3 600            |
| Архай                       | Еоархай                | Еоархай                | 4 000            |
| Хадей                       | Хадей                  | Хадей                  | 4 540            |

Едиакарий (на английски: Ediacaran Period) е последният геоложки период на неопротерозоя, непосредствено преди камбрия. Продължава между 635 и 542 милиона години. Името на периода идва от Едиакарските възвишения в Южна Австралия. Официалното име е утвърдено от Международния съюз по геологически науки през март 2004 г. и известено през май същата година. До утвърждаване на официалното международно име в българската и руската литература се използва термина „вендски период“ или „венд“. Този термин се употребява също в останалата чуждестранна литература (на английски: Vendian period).
В днешно време, съгласно решение на Международната стратиграфска комисия (МСК) през 1991 година, терминът „венд“ се употребява само за територията на Русия. В скалата на Международната комисия по стратиграфия за докамбрия на венд съответства „неопротерозой-III“, обособено подразделение с долна граница от 650 млн. години.
Земята е населявана от мекотели – вендобионти – първи от известните и широко разпространени многоклетъчни животни.
В изкопаемите отложения на този период почти отсъстват останки от живи организми, защото те още са нямали твърда обвивка, а следователно, не са могли да оставят следи в окаменен вид. Съхранили са се огромно количество отпечатъци.

## Едиакарий и венд
Eдиакарският период частично съвпада с вендския период, но е по-кратък от него.
Названието „венд“ е предложено от съветския геолог и палеонтолог Борис Соколов през 1952 г. за регионалния хоризонт, изучен за първи път по сондажи в северозападната част на Руската платформа. Вендският хоризонт е съставен от гдовски аркозни пясъчници и залягащи върху тях котлински ламинаритови глини и е определен като най-древната раннопалеозойска част на седиментната покривка, разположена непосредствено на кристалическия фундамент на Руската платформа. Като начало официално се използва термина „валдайски комплекс“. Над вендските отложения е разположен балтийският комплекс, в който са открити немногобройни изкопаеми от долен камбрий. Б.С. Соколов първоначално приема венд за отделна система на палеозоя, предшестващ камбрия, аргументирайки се с продължителността на образуване на платформената покривка.
С вендските отложения предполагаемо корелира синийската система, открита от А. Гребо (A. Grabau) през 1922 г. в Китай и дълго време без определени параметри. Възрастта на долните слоеве на синия се оценяват на 800 млн. години, което е значително по-древно от валдайската подложка. Когато синийските отложения били окончателно отнесени към протерозойските образувания, възникнал въпросът за самостоятелността и възможният ранг на валдайската серия и други отложения в Руската и Сибирската платформи. Всички тези отложения залягали на кристалическия фундамент и били в основата на камбрийските слоеве с многочислени вкаменелости на скелетната фауна, въпреки че самите те практически не съдържали скелетни останки.
По-късно в долните слоеве на валдайската серия са открити многочислени останки на безскелетни многоклетъчни, аналогични вече на известните находки от горния докамбрий в Австралия и други региони: отпечатъците на големи водорасли, планктон, а също и строматолити. Този комплекс от изкопаеми рязко се отличава от камбрийския и е много по-разнообразен в сравнение с рифейския, което послужило за основание за отделянето на горния докамбрий в качеството на особена геологическа система.
При търсенето на естествена подложка на венда в него започнали да включват разположената отдолу волинска серия, за която са характерни тилити (конгломерати с ледниковово произхождение), а също слоеве от базалти и туфи. Тези два признака са характерни за докамбрия в много райони на земното кълбо. По този начин, вендът получава глобална определеност като ледников период с последваща трансгресия, предизвикана от затоплянето на климата в резултат на вулканическата активност.
В качеството на стратиграфско подразделение на територията на Русия вендът е признат официално от редица междуведомствени съвещания в периода 1962 – 1965 години. През 1990 – 1991 години е утвърден официално от Международната стратиграфска комисия (МСК).
Концепцията за венда се формира стратиграфически от горе надолу, и долната граница на камбрия става горна граница на венда. Палеонтологическата обосновка на тази граница е разработена отделно за конгломератните силициеви басейни (основа на балтийския век на Източноевропейската платформа) и за карбонатните басейни (основа на томотския век на Сибирската платформа). Предложено е долната граница на венда да бъде привързана към основата на варангерските тилити от Лапландия.
Вендът се състои от големи подразделения: лапландско, редкинско, котлинско и ровненско регионални векове с глобално проследяеми подраздели и техните граници, включително долната. Редкинският, котлинският и ровненският регионални векове са обосновани в типовата област на венда на базата на често срещащи се органостенни микровкаменелости, големи водорасли, вкаменелости и отпечатъци на многоклетъчни животни. Долната граница на венда може да притежава биостратиграфическо обоснование, ако се вземе предвид световното разпределение на съобществата от гигантски акантовидни акритархи от австралийската формация Пертататака.